# Somalie italienne
Pour les articles homonymes, voir Somalie (homonymie).
1889–1936
Entités précédentes :
- Sultanat d'Hobyo
- Sultanat de Majeerteen
- Oltre Giuba (1926)

Entités suivantes :
- Afrique orientale italienne

La Somalie italienne est une colonie italienne de 1889 à 1936, intégrée à l'Afrique orientale italienne de 1936 à 1941, puis administrée à nouveau par l'Italie de 1950 à 1960.

## Histoire

### Constitution du territoire

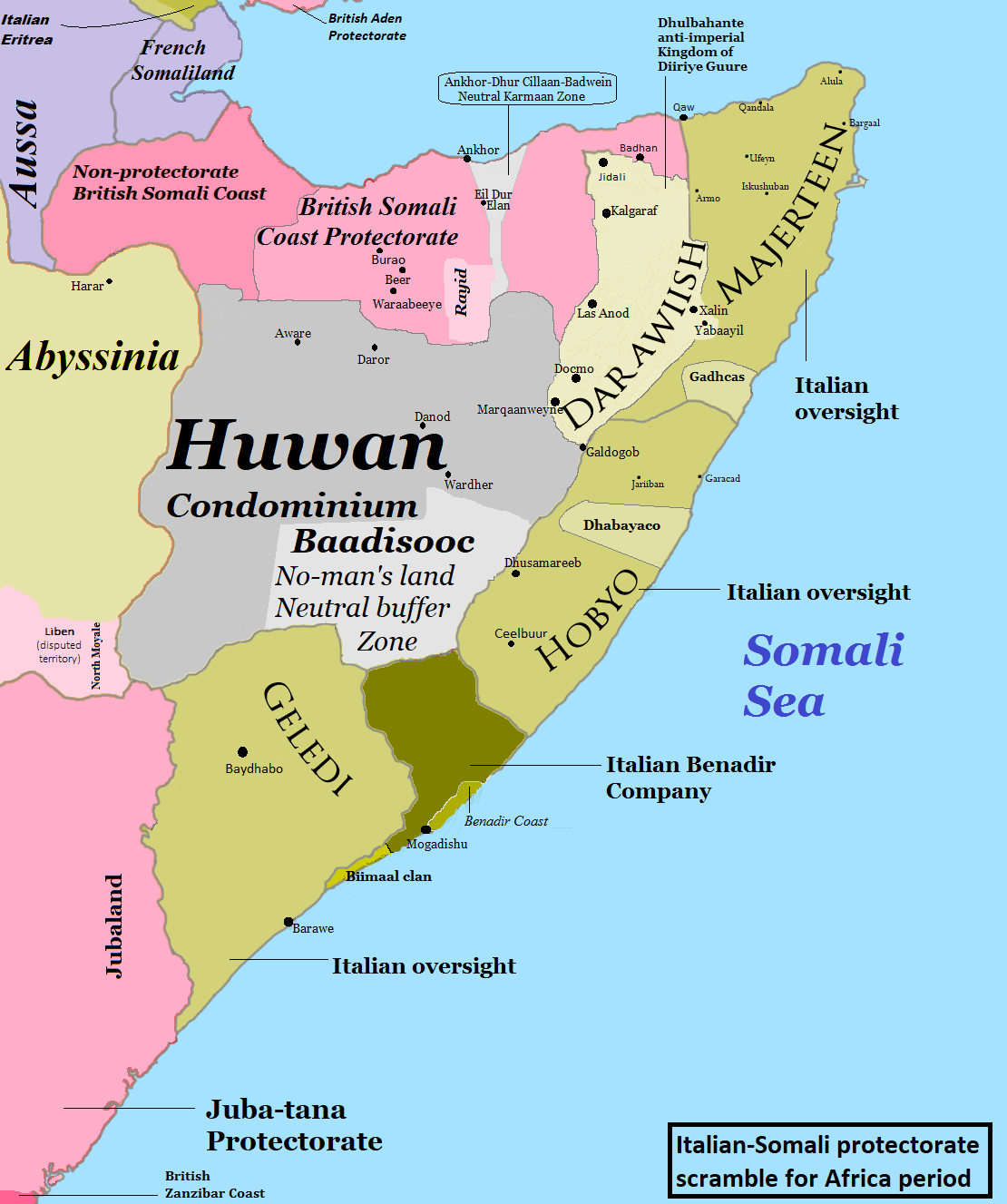

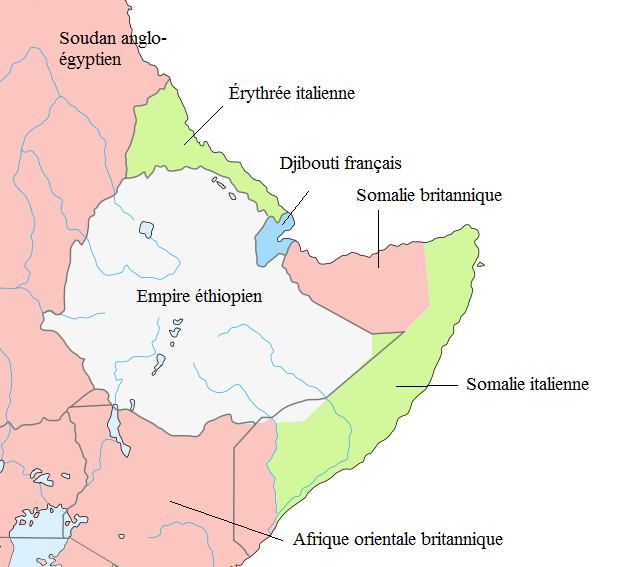
Colonies de la corne de l'Afrique vers 1920

À partir de 1884, la compagnie de navigation de Vincenzo Filonardi (it) met en place des liaisons maritimes entre l'Italie et le sud de la côte somalienne (Benadir). En décembre 1888, des troupes italiennes occupent le sultanat d'Hobyo, dont le dirigeant signe un protectorat le 8 février 1889.
Le 7 avril, le sultan de Majeerteen (actuel Pount) accepte à son tour le protectorat de l'Italie. Les trois territoires sont réunis en une seule colonie en 1905, officialisée par une loi du 5 avril 1908. Les premières monnaies gravées par Luigi Giorgi sont frappées par Rome, en roupie (rupia), divisée en 64 besse.
L'expansion est alors bloquée au nord et au sud par les colonies britanniques (Somaliland et Kenya) et à l'ouest par l'Éthiopie. Cependant le 15 juin 1924, l'Italie prend possession du territoire autour de Kismayo (Oltre Giuba), au sud de la Somalie, à la suite de la cession par le Royaume-Uni en application du pacte de Londres de 1915.

### Colonisation
La colonisation de la Somalie Italienne fut dure et brutale : l'Italie ne forme aucun ingénieur ou administrateur somalien, tous les secteurs importants sont aux mains des Italiens. Les jeunes n'ont pas accès à l'enseignement et les principales structures éducatives sont les médersas, les écoles coraniques. Il y aura jusqu'à 85 000 Italiens en Somalie Italienne, en 1938, principalement des militaires, des colons, des commerçants, et des religieux. Les Italiens, majoritairement, communiquent rarement avec les Indigènes. Pendant la période fasciste, entre 1922 et 1941, le travail forcé des indigènes est imposé par les administrateurs fascistes : des routes, des ponts et diverses infrastructures sont construites. Pendant la colonisation, s'il y avait des missionnaires et des religieux catholiques, il n'y aura que très peu de conversions, ce qui était une réaction de la population confrontée au colonialisme.      
L'une des rares opportunités d'ascension sociale pour un indigène somalien était d'intégrer le corps militaire des Askaris, l'armée coloniale italienne.  
L'Italie tente de développer la culture de la banane durant l'entre-deux-guerres, en particulier dans la région « entre les fleuves », sous l'impulsion du duc des Abruzzes. Cette agriculture toujours subventionnée remplaçait des productions vivrières et utilisait de la main-d'œuvre contrainte.
En 1929, le chemin de fer Mogadishu-Villaggio Duca degli Abruzzi (Jowhar) est construit en Somalie italienne.
En 1926, un accord entre le gouvernement britannique et gouvernement italien prévoit le rattachement de la région du Jubaland, jusqu'alors au Kenya, à la Somalie sous colonisation italienne.

### Seconde Guerre mondiale
En 1936, après la conquête de l'Éthiopie par l'Italie, la Somalie est intégrée à l'Afrique orientale italienne. 
Le 3 août 1940 (ou le 4 selon d'autres sources), environ 40 000 Italiens envahissent le Somaliland britannique sous le commandement du général Guglielmo Nasi. Les Italiens s'emparent de Berbera le 19 et annexent le Somaliland britannique à l'Afrique orientale italienne.
En 1941, les Britanniques occupent la Somalie, qu'ils quittent à la fin de 1949. L'administration de la région est alors confiée par les Nations unies à l'Italie pour dix ans afin de préparer l'indépendance du pays. Le drapeau de l'actuelle Somalie est adopté le 12 octobre 1954.
Si la Somalie fut confiée à l'Italie pour un mandat de dix ans par l'ONU, c'est qu'en 1945, ce pays n'avait pas de cadres politiques. Entre 1922 et 1941, la politique menée par les fascistes dans les colonies italiennes, et particulièrement en Somalie italienne, était très discriminatoire, et dure : toute l'administration était aux mains des colonisateurs blancs, l'immense majorité de la population n'avait pas accès à l'éducation et était donc analphabète. Aucun indigène somalien n'était aux responsabilités. En 1946, l'ONU ne put pas donner l'indépendance à l'ex-Somalie Italienne, car à l'époque, le pays, sans cadres politiques, allait certainement basculer dans des guerres tribales et claniques sans fin. Des pourparlers vont débuter avec les Italiens, qui, par le traité de Paris, en 1947, renonce à son Empire colonial. L'ONU confirmera en 1949 un futur mandat italien de dix ans pour former et créer un futur État somalien viable. Le mandat italien débutera au début de 1950.        
Dix ans pour former une élite politique et des administrateurs était sans doute une période trop courte, tant les besoins étaient énormes. Dans la perspective de l'indépendance, fixée à 1960, les Italiens, par des accords de coopération et l'envoi de coopérants, vont continuer à aider à développer l'embryon du nouvel État, en l'aidant à former sa gendarmerie, son armée, son système éducatif, son système ferroviaire et ses routes, et en développant les activités des ports de Mogadiscio et Merca. Mais à la veille de l'indépendance, beaucoup restait à faire, et les difficultés et problèmes économiques vont rester très importants, ce qui pèsera lourd pour la suite de l'histoire du pays. Au début de 1960, les nationalistes somaliens vont refuser la prolongation du mandat italien et fixer l'indépendance du pays avant la fin de l'année 1960.         
Les Italiens, qui devaient amener les Somaliens vers la démocratie vont constater leur échec : dès l'indépendance du pays en Juillet 1960, les militaires, formés par les Italiens, renversent les institutions civiles, ce qui débouchera sur la longue dictature de Mohamed Siad Barre de 1969 à 1991.

## Indépendance
Le 26 juin 1960, la Somalie britannique devient le Somaliland indépendant. La Somalie italienne proclame à son tour son indépendance le 1er juillet suivant, date à laquelle les deux territoires fusionnent pour former la République de Somalie.
En 1991, la région du Somaliland proclame à nouveau son indépendance, et n'est pas reconnue par la communauté internationale.